# Konkurrence (økonomisk)
For konkurrence indenfor økologi og idræt - se konkurrence
Indenfor økonomisk teori spiller begrebet konkurrence en central rolle. Her er det udtryk for, at forskellige aktører (f.eks. virksomheder eller forbrugere) kappes om at få andel i samme aktivitet, typisk salg eller køb af en vare eller tjenesteydelse. For økonomiske aktører er det ofte en fordel med begrænset konkurrence på egen side af markedet og megen konkurrence på den modsatte side, idet det giver mulighed for høj fortjeneste. Set fra samfundets side er så høj konkurrence som mulig normalt en fordel, idet det sikrer den bedst mulige udnyttelse af samfundets resurser. Begrebet fuldkommen konkurrence udtrykker derfor på mange måder en idealtilstand, der sikrer størst mulig samfundsøkonomisk effektivitet.
I praksis er der sjældent fuldkommen konkurrence på ret mange markeder, hvorfor de fleste stater løbende forsøger at fremme konkurrencen, f.eks. ved at etablere myndigheder som Konkurrencestyrelsen.
Et lands internationale konkurrencemuligheder udtrykkes ofte ved konkurrenceevnen, som angiver, hvor dyre et lands produkter er i forhold til andre landes tilsvarende produkter.